# 청류 타워
청류 타워(영어: Chongryu Tower)는 조선민주주의인민공화국 평양시 대성구역에 위치한 마천루이다.

## 같이 보기
- 조선민주주의인민공화국의 마천루 목록
- 평양시의 마천루 목록